# Teresita de Barbieri
Martha Teresita de Barbieri García (Montevideo, 2 d'octubre de 1937) és una sociòloga feminista uruguaiana, investigadora en Ciències Socials i en estudis de gènere, pionera en les recerques sobre la condició de les dones a Amèrica Llatina des de l'Institut de Recerques Socials de la Universitat Nacional Autònoma de Mèxic. Militant socialista, va sobreviure al cop d'estat de Xile i, el 1973, es va exiliar a Mèxic, on ha desenvolupat la seva carrera d'investigadora. Sociòloga de la Facultat Llatinoamericana de Ciències Socials (FLACSO), ha investigat sobre la vida quotidiana de les dones, el moviment feminista llatinoamericà, la salut reproductiva, el laïcisme i marcadament la població i el desenvolupament. Ha estat articulista en diversos periòdics i revistes com són el cas de la revista Fem o el suplement La Doble Jornada del diari La Jornada, així com en Cimacnoticias.

## Biografia
Va néixer a Montevideo (Uruguai) i mentre els seus pares i germans van viure a Colònia ella, entre els dos i sis anys va viure a casa de la seva àvia a la capital a causa dels seus problemes de salut -va estar malalta de tuberculosi-. A sis anys va tornar amb els seus pares a Colònia, on va realitzar els seus estudis de primària.
Va iniciar la seva carrera universitària a la Universitat de la República (UDELAR). Els seus primers estudis, els realitzà en Dret i Història de l'Art. Amb 21 anys va entrar a l'Escola de Treball Social, on es va titular com a assistent social. També va començar a militar políticament en el socialisme. Va viatjar en diverses ocasions a Cuba, en el 59, durant la Revolució cubana.
Va arribar a la sociologiaper un seminari en la Facultat d'Humanitats de recerca sociològica.
El 1968 es trasllada a Santiago de Xile per iniciar un màster en Sociologia en la Facultat Llatinoamericana de Ciències Socials (FLACSO), de Santiago de Xile. És allí on comença a estudiar el tema de les dones. El 1972 publica el seu treball de mestratge amb el títol: L'accés de la dona a les carreres i ocupacions tecnològiques de nivell mitjà (Santiago de Xile, 1972).
Entre els seus primers treballs de recerca feministes hi ha un projecte de la UNESCO per avaluar un programa d'educació mitjana per a dones: tria les escoles per a nenes a Valparaíso, Talca i Valdivia. Llavors va descobrir -explica Teresita en una entrevista en CIMAC- que gairebé no existia bibliografia "que tingués a veure amb dones o el sexe femení", reflexionà sobre el fet que les dones havien d'assumir tot el treball de càrrega domèstica, de la cura dels fills, etc. Va residir a Xile durant el govern de Salvador Allende i després del cop d'estat es va dirigir a Buenos  Aires i un mes després va viatjar amb la seva família a Mèxic, on es va establir el 1973.
A Mèxic va iniciar el contacte amb el moviment feminista: Lourdes Arizpe, antropòloga i historiadora feminista, Marta Llepis, Antonieta Rascón, Carmen Lugo, i el 1979 va començar a col·laborar en Fem, revista feminista fundada per Alaíde Foppa el 1976.
Amb motiu de l'Any Internacional de la Dona realitza un document sol·licitat per la CEPAL referit a la participació social de les dones a Amèrica Llatina. Juntament amb el document preparat per Teresita van sortir també altres quatre o cinc documents publicats al Fondo de Cultura Econòmica amb el títol: Mujeres en América Latina. Aportes para una discusión (1975).
Després de ser assistent de recerca en la Divisió de Desenvolupament Social de la CEPAL comença a treballar amb Raúl Benitez Zenteno en l'Institut de Recerques Socials de la UNAM, en les àrees de Sociologia de la població i Demografia.
Professora amb més de 33 anys d'exercici a la Universitat Nacional de Mèxic (UNAM), també és consultora en organismes internacionals com l'Organització Internacional del Treball (OIT), la CEPAL i la UNICEF.

### Recerca sobre la categoria del gènere
Entre les seves investigacions es troben qüestions teoricometodològiques sobre la categoria de gènere, en què fa l'anàlisi i sistematització dels coneixements al voltant de la diferenciació social a partir de les construccions socials que organitzen i determinen els éssers humans en tant que éssers sexuats:
| «                      | ... els sistemes de sexe i gènere són els conjunts de pràctiques, símbols, representacions, normes i valors socials que les societats elaboren a partir de la diferència sexual anatomofisiològica i que donen sentit a la satisfacció dels impulsos sexuals, a la reproducció de l'espècie humana i en general a la relació entre les persones... són, per tant, l'objecte d'estudi més ampli per a comprendre i explicar el parell subordinació femenina-dominació masculina". | » |
| — Teresina de Barbieri | |   |

Aposta per estudiar aquests sistemes d'acció social i el sentit de l'acció en relació amb la sexualitat i la reproducció, una categoria -considera Barbieri- que deixa oberta la possibilitat d'existència de diferents formes de relació entre dones i homes, entre el femení i el masculí.
També assenyala que els problemes de gènere estan en tota la societat i que, per tant, correspon a diputades i diputats introduir els problemes del gènere en tots els temes i en tots els àmbits de la Cambra de diputats. I els recomana a les legisladores "no fer del llenguatge de la reivindicació de gènere un llenguatge pesat que, de molt usar-lo, de repetir-lo i de sempre estar amb el mateix, avorreixi, cansi i generi rebuig". Cal usar la imaginació, consultar un diccionari de sinònims per tractar d'alleugerir i canviar el llenguatge, això en el seu document Relacions de gènere en el treball parlamentari.
Les seves recerques han abastat diverses àrees, entre elles: dones camperoles i obreres, el treball domèstic i la vida quotidiana, les polítiques de població, els drets reproductius i de salut, el gènere, les esferes i els àmbits d'acció, etc. Els seus treballs més recents s'han centrat en la participació de les dones en l'esfera estatal.

## Reconeixements i guardons
- 2006. Reconeixement Sor Juana Inés de la Cruz atorgat per la Universitat Nacional Autònoma de Mèxic (UNAM)[6]
- 2012. Homenatjada per l'Institut de Recerques Socials de la Universitat Nacional Autònoma de Mèxic per "sembrar les bases a Mèxic dels estudis de gènere" en el marc del Dia Internacional de la Dona.[7]
- Reconeixement de la Facultat Llatinoamericana de Ciències Socials (Flacso) a Xile de "personatge il·lustre".[1]

## Publicacions
- L'accés de les dones a les carreres i ocupacions tecnològiques de nivell mitjà. (1972)
- La dona obrera xilena: una aproximació al seu estudi. Amb Lucía Ribeiro en: Quaderns de la realitat nacional 16, (1973), p. 167-201.
- Dones a Amèrica Llatina. Aportacions per a una discussió. Mèxic, Fons de Cultura Econòmica, (1975).
- El treball domèstic entre obreres i esposes d'obrers. Mèxic, Institut de Recerques Socials, UNAM, Mimeo, (1980).
- Les unitats agrícoles industrials per a la dona camperola a Mèxic (1983).
- Polítiques de població i la dona: antecedents per al seu estudi, en: Revista mexicana de sociologia, vol. 45, (1983), Nr. 1, p. 293-308.
- Del fet d'haver de ser i el fer de les dones: 2 estudis de cas a Argentina. Pròleg. Catalina Wainerman, Elizabeth Jelin i María del Carmen Feijoó (eds.) Mèxic, El Col·legi de Mèxic/PISPAL, (1983), p. 9-14.
- Dones i vida quotidiana. Mèxic, Conafe, (1984).
- Les dones, menys mares: control de la natalitat: control de la dona? En: Nova Societat 75, (1985), p. 105-113.
- Dones a Amèrica Llatina: anàlisi d'una dècada en crisi amb Orlandina d'Oliveira. Madrid, IEPALA Ed, (1989).
- Sobre la categoria de gènere: una introducció teòric-metodològica. En: Debats en Sociologia 18, (1993), p. 145-169.
- Geschlechterverhältnis zwischen Modernisierung und Krise. Amb Marianne Braig En: Mexiko heute. Frankfurt am Main, Vervuert, (1996), p. 388-408.
- Els àmbits d'acció de les dones. En: Narda Henríquez (ed.). Cruïlles del saber: els estudis de gènere en les ciències socials. Llima, Pontifícia Univ. Catòlica del Perú, (1996), p. 107-132.
- Els àmbits d'acció de les dones.  En: Marianne Braig, Ursula Ferdinand, Martha Zapata (ed.s). Begegnungen und Einmischungen: Festschrift für Renate Rott zoom 60. Geburstag. Stuttgart, Heinz, (1997), p. 213-233.
- Canvi sociodemogràfic, polítiques de població i drets reproductius a Mèxic. En: Adriana Ortiz-Ortega (comp.). Drets reproductius de les dones: un debat sobre justícia social a Mèxic. Mèxic, Edamex, (1999), p. 101-145.
- Gènere en el treball parlamentari: la legislatura mexicana a la fi del segle xx. Buenos Aires, CLACSO, Consell Llatinoamericà de Ciències Socials, (2003)
- Una mirada des del gènere a les comissions legislatives. Revista Cimacnoticias 9, núm. 29 (2003)
- Més de tres dècades dels estudis de gènere a Amèrica Llatina. Revista Mexicana de Sociologia 66. Nombre d'aniversari (octubre, 2004): 197-214
- Públic, domèstic i privat en la Cambra de diputats. En Imatges de la família en el canvi de segle: univers familiar i processos demogràfics contemporanis, coordinat per Marina Ariza i Orlandina d'Oliveira. Mèxic: Universitat Nacional Autònoma de Mèxic-Institut de Recerques Socials, 2004.